# Hermann Josef Baum
Hermann Josef Baum (* 10. Mai 1927 in Kerpen, Rheinland; † 29. Juli 2009 in Köln) war ein deutscher Künstler.

## Leben
Baums Begabung für die Malerei wurde früh entdeckt. Neben seiner in den Wirren des Krieges begonnenen Ausbildung in der Kerpener Stadtverwaltung, ermöglichte ihm der damalige Kerpener Stadtdirektor Franz Schweren das Studium an den Kölner Werkschulen. Weiterführende Studien, u. a. an der Staatlichen Kunstakademie Düsseldorf, schlossen sich an.
Nach einer langjährigen Tätigkeit als selbständiger Grafiker und diversen Lehraufträgen lehrte H. J. Baum von 1978 bis zu seiner Emeritierung 1992 als ordentlicher Professor Medienpädagogik, Ästhetik sowie visuelle und haptische Kommunikation an der Katholischen Fachhochschule in Nordrhein-Westfalen, Abteilung Paderborn. Er lebte und arbeitete bis zu seinem Tod in seiner Atelierwohnung in Köln.
Mit Einzelausstellungen – u. a. 1961 Köln, 1963 Brüssel, 1964 Den Haag, 1968 Berlin, 1969 Freiburg, 1971 Kerpen, 1973 Bonn, 1979 Stuttgart, 1981 Rheine, 1988 Brauweiler, 1987 und 1992 Kerpen, 2007 Köln – sowie zahlreichen Beteiligungen an Gruppenausstellungen – u. a. 1984 Seoul und 1986 Rom – hat sich H. J. Baum auch international einen Namen gemacht. Seine Werke sind in öffentlichen und privaten Sammlungen vertreten.
In besonderem Maße fühlte sich H. J. Baum zeit seines Lebens seiner Geburtsstadt Kerpen und dem Erftkreis verbunden. Die durch Ausstellungen, Projekte, Ankäufe von Werken und Kunstpreisehrungen entwickelte Beziehung mündete 1996 in die Einrichtung eines eigenen Museums durch die Stadt Kerpen, der Baum 176 Werke schenkte. Anlässlich seines 80sten Geburtstags wurde die Schenkung 2007 um 50 weitere Werke erweitert. Das „Museum H. J. Baum“ dokumentiert alle Schaffensphasen H. J. Baums und zeigt frühe Monotypien und Lithografien, Bitumenbilder, Öl- und Acrylgemälde, ausgewählte Skulpturen in Stahl und Cromargan sowie Glasgemälde.

## Werke
Über die Auseinandersetzung mit wichtigen Strömungen der klassischen Moderne wie Kubismus und Expressionismus sowie mit den aktuellen Tendenzen der Nachkriegskunst, vor allem den verschiedenen Spielarten des abstrakten Expressionismus, entwickelte H. J. Baum in den 1950er und 1960er Jahren seinen Stil, in dem Gegenständliches und Gegenstandsloses gleichwertig nebeneinander stehen, sich gegenseitig ergänzen und durchdringen.
Als erste Höhepunkte seines malerischen Schaffens dürfen die expressiv-gegenständlichen Gemälde der späten 1950er Jahre gelten. Maltechnische Neuerungen bringen die sogenannten „Bitumen-Bilder“ der 1970er Jahre, in denen sich Sand, Steine, Bitumen und Farbe zu abstrakten kosmischen Landschaften mit reliefartiger Wirkung verbinden. In den 1980er Jahren markieren die Gemälde der Serie „Eros und Thanatos“ mit ihrer Bearbeitung und Aktualisierung von Themen der griechischen Mythologie die Rückkehr zur Gegenständlichkeit. Die späten Werke, seit der zweiten Hälfte der 1990er Jahre entstandene Bilder, beschäftigen sich, ausgehend von Heraklits „Alles fließt“, mit den schöpferischen und destruktiven Kräften der Natur, wobei die Grenzen des Gegenständlichen durch einen spontan und expressiv wirkenden Dynamismus der Formen und Farben erneut aufgebrochen werden.
Parallel zu diesem malerischen Werk entstehen in allen Phasen zahlreiche Grafiken (Handzeichnungen und Druckgrafiken), die diese zentralen Themen aufgreifen, teilweise vorbereiten oder begleiten. Auch hier bilden sich zum Teil Serien heraus, wie etwa die Monotypien zum Thema „Aspectus Pacis“ (1968).
Zahlreiche Kirchenfenster, selbst in Taiwan, dokumentieren das Schaffen des Glasbildners H. J. Baum. Zu nennen sind dabei die monumentalen Fensterzyklen in St. Peter, Köln-Ehrenfeld, in Herz-Jesu, Köln-Mülheim und in Heilig Kreuz, Bonn-Bad-Godesberg. Des Weiteren gestaltete Baum das „Kreuz der Erlösung“ für die evangelische Akademie Bad Boll aus Cromargan, das monumentale Stahlrelief der heiligen Rita am Hildegardis-Krankenhaus in Köln-Lindenthal sowie das 1988 von Ignatz Bubis eingeweihte Kerpener Mahnmal für die Opfer des Nationalsozialismus in Form eines zerbrochenen Davidsterns.

## Auszeichnungen
- Kulturpreis des Erftkreises (1992)
- Bundesverdienstkreuz am Bande (16. Juli 1998)[1]
- Rheinlandtaler (2008)